# Período legislativo de 2006 a 2010 de Costa Rica
| 25 PLN 17 PAC 6 PML 5 PUSC | 1 PREN 1 PUN 1 PASE 1 FA |

Composición partidaria al momento de la elección.
PLN
PAC
PML
PUSC
PREN
PUN
PASE
FA

El Período Legislativo de Costa Rica de 2006 a 2010 fue el período constitucional de funcionamiento de la Asamblea Legislativa que abarcó del 1 de mayo de 2006 al 30 de abril de 2010.

Composición tras renuncia de tres diputados a sus partidos.

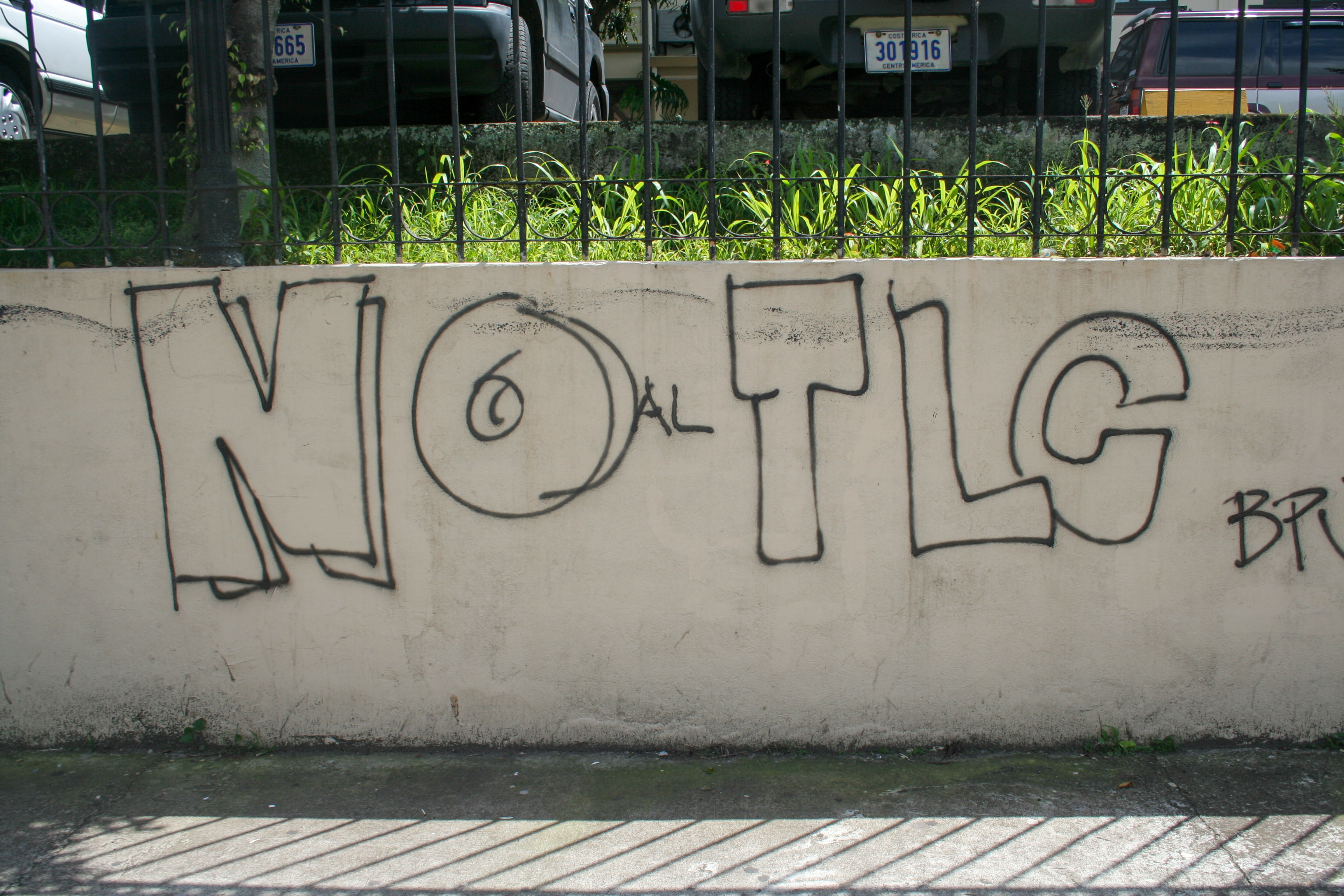
Grafiti de oposición al Tratado de Libre Comercio con Estados Unidos en el muro de la Asamblea Legislativa

Se trató de un período fuertemente marcado por el tema del Tratado de Libre Comercio entre Estados Unidos, Centroamérica y República Dominicana el cual polarizó a la opinión pública costarricense. En las elecciones presidenciales de 2006 resultó elegido Óscar Arias Sánchez del Partido Liberación Nacional, que favorecía el tratado, en unas muy reñidas elecciones sobre su principal rival Ottón Solís Fallas del Partido Acción Ciudadana que lo adversaba. La diferencia entre ambos candidatos fue de 1% y las bancadas del Parlamento rápidamente se agruparon entre los partidos que apoyaban y rechazaban el tratado.
Así se formó un bloque de 38 votos; 25 diputados del PLN, 6 del ML, 5 del PUSC y 2 de las bancadas unipersonales del PUN (representado por José Manuel Echandi) y PRN (por Guyón Massey). Mientras el bloque contrario al Tratado lo conformaron 17 diputados del PAC que se convirtió en primera fuerza de oposición, y las bancadas unipersonales del Frente Amplio representada por José Merino y PASE por Óscar López. El tratado requería exactamente 38 votos para ser aprobado, sin embargo se aprobó vía Referéndum.
Durante este período el PAC perdió una diputada; Andrea Morales, quien se adhirió al PLN (pero mantuvo su oposición al Tratado) y el ML perdió también a la diputada y vicepresidenta del Congreso Evita Arguedas que se declaró independiente.
Entre los hechos destacables esta el que fue este el primer período legislativo en que el PAC (y un partido no tradicional en general) se convirtió en primera fuerza de oposición, y en que la representación de mujeres fue muy notoria, una de las mayores en la historia.
Hacia el final del período legislativo, en octubre de 2019, se produjo una polémica cuando la diputada Mauren Ballestero Vargas aprovechó el viaje de una aeronave del Ministerio de Gobernación y Policía para asistir a una asamblea cantonal del PLN en Liberia, hecho que fue denunciado ante el Tribunal Supremo de Elecciones por el dirigente sindical de la Asociación Nacional de Empleados Públicos (ANEP), Albino Vargas Barrantes, y por la dirigente del Movimiento Libertario en Guanacaste, la educadora Yolanda Alpízar Sánchez. El Tribunal Supremo de Elecciones sin embargo archivó la denuncia y la trasladó al Ministerio Público. Finalmente, en 2013, Maureen Ballestero fue condenada a tres años de prisión y el Partido Liberación Nacional la suspendió, igualmente, por tres años de la agrupación.

## Fracciones
| Partido político | Partido político                    | Diputados | Diputados |
| ---------------- | ----------------------------------- | --------- | --- |
|                  | Partido Liberación Nacional         |           | 1. Francisco Antonio Pacheco Fernández 2. Silvia Charpantier, renunció y en su lugar se nombró a Edine von Herold Duarte 3. Mayi Antillón, fue nombrada Ministra de Comunicación así que renunció a su cargo que fue ocupado por Jorge Sánchez Zúñiga 4. Ofelia Taitelbaum Yoselewich, fue nombrada Defensora de los Habitantes así que dejó su cargo en manos de Víctor Emilio Lázcarez 5. Carlos Federico Tinoco Carmona 6. Óscar Núñez Calvo 7. Alexander Mora Mora 8. Janina del Vecchio Ugalde, fue nombrada Ministra de Seguridad y por tanto cedió su cargo a Olga Corrales Mata 9. Salvador Quirós Conejo 10. José Luis Valenciano Chávez 11. Gladys González Barrantes 12. Luis Carlos Araya Monge 13. Clara Zomer Rezler, fue nombrada Ministra de Vivienda por tanto cedió su cargo a Cárlos Pérez Vargas 14. Sandra Quesada Hidalgo 15. Francisco Javier Marín Monge 16. José Ángel Ocampo Bolaños 17. Hilda González Ramírez 18. Fernando Sánchez Campos 19. Xinia Nicolás Alvarado 20. Olivier Ibo Jiménez Rojas 21. Yalile Esna Williams 22. Jorge Luis Méndez Zamora 23. Mauren Ballestero Vargas 24. Saturnino Fonseca Chavarría 25. Gilberto Jerez Rojas |
|                  | Partido Acción Ciudadana            |           | 1. Elizabeth Fonseca Corrales 2. Alberto Salom Echeverría 3. Leda Zamora Chaves 4. Ronald Solís Bolaños 5. Sadie Bravo Pérez, tuvo que dejarle su cargo a Patricia Romero Barrientos 6. Marvin Mauricio Rojas Rodríguez 7. Nidia María González Morera, renunció dando su puesto a Sergio Alfaro Salas 8. José Joaquín Salazar Rojas 9. Elsa Grettel Ortiz Álvarez 10. Orlando Manuel Hernández Murillo 11. Patricia Quirós Quirós 12. Francisco Molina Gamboa 13. Lesvia Margarita Villalobos Salas 14. Olivier Pérez González 15. Rafael Elías Madrigal Brenes 16. José Quirino Rosales Obando |
|                  | Partido Movimiento Libertario       |           | 1. Mario Quirós Lara 2. Luis Antonio Barrantes Castro 3. Carlos Manuel Gutiérrez Gómez 4. Mario Alberto Núñez Arias 5. Ovidio Agüero Acuña |
|                  | Partido Unidad Social Cristiana     |           | 1. Jorge Eduardo Sánchez Sibaja 2. Ana Helena Chacón Echeverría 3. Lorena María Vázquez Badilla 4. Bienvenido Venegas Porras 5. José Luis Vázquez Zamora |
|                  | Partido Frente Amplio               |           | 1. José Merino del Río |
|                  | Partido Accesibilidad Sin Exclusión |           | 1. Óscar Andrés López Arias |
|                  | Partido Restauración Nacional       |           | 1. Guyón Holt Massey Mora |
|                  | Independientes                      |           | 1. José Manuel Echandi Meza, originalmente electo por el Partido Unión Nacional 2. Andrea Morales Díaz, originalmente electa por el Partido Acción Ciudadana 3. Evita Arguedas Maklouf, originalmente electa por el Movimiento Libertario |

## Presidente Legislativo
Francisco Antonio Pacheco Fernández del PLN ejerció como presidente legislativo durante los cuatro años que abarcó este período.
| Presidente del Congreso             | Legislatura | Partido político |
| ----------------------------------- | ----------- | ---------------- |
| Francisco Antonio Pacheco Fernández | 2006-2010   | PLN              |